# Gilles Deleuze
Gilles Deleuze (18. ledna 1925, Paříž – 4. listopadu 1995) byl francouzský teoretik 20. století, který působil v mnoha oblastech a disciplínách, především pak ve filozofii, filmové teorii, teorii umění a literatury nebo kritické teorii současné kultury. Jeho radikální filozofické i politické postoje jsou těsně spjaty s vlivem nacistické okupace a s květnovými událostmi roku 1968 v Paříži a v celé Evropě. Jeho myšlení se prolíná s řadu dalších vědeckých oborů – s psychologií, antropologií, geologií, biologií a jinými. Spolu s J.-F. Lyotardem, M. Foucaultem, J. Derridou, J. Lacanem a dalšími je považován za představitele poststrukturalismu – myšlení zaměřeného na kritiku evropské kultury a filozofie. Jeho filozofická práce je originálním příspěvkem k ontologické problematice systematicky rozvíjené v průběhu 20. století, počínaje Whiteheadem nebo Heideggerem a jeho ontologická pozice je svébytnou variantou monismu. Ve filozofii také představuje nezanedbatelný hlas v diskuzi o povaze subjektivity a reflexivního vědomí. Jeho pojmy jsou ovšem kromě filozofie používány také v estetice, filmové, literární i divadelní vědě nebo v radikální politické a kulturologické analýze současné civilizace. Deleuzovo myšlení dalece a mnoha směry přesahuje úzce vymezené hranice institucializované filozofie, a v tom je jedním z potomků Nietzscheho, z jehož díla opakovaně čerpá pojmové nástroje pro svou vlastní práci. Svými pojmy a teoretickými postoji překračuje hranice akademického světa. Jeho cílem je vyvést filozofii z jejího školského ghetta a propojit ji s dalšími vědami a formami komunikace.
Deleuze se kromě Nietzscheho obracel k mnoha dalším autorům západní tradice, např. k Lucretiovi, Spinozovi, Leibnizovi, Peircovi, Bergsonovi, Simonodonovi a mnoha dalším. Své myšlení koncipoval vždy jako rozhovor s mnoha různými současnými i minulými mysliteli, a také jako vášnivou starost o evropskou civilizační tradici, která má počátky v řeckém starověku a během 20. století se proměnila na civilizaci globální. Spoluautorem jeho stěžejních textů, hlavně dvoudílného Kapitalismu a schizofrenie, je francouzský psychoterapeut a teoretik F. Guattari.

## Život
Deleuze se narodil a celý život prožil v 17. pařížském obvodu. Pocházel ze středostavovské rodiny. Jeho otec byl inženýr a veterán z 1. světové války. Dětství prožil v Paříži, kde vzhledem k horší finanční situaci rodiny navštěvoval státní školy. Když začala okupace Francie, byl s celou rodinou na dovolené v Deauville v Normandii, kde také asi rok zůstali a Gilles tam chodil do školy. Jeho bratr byl během okupace zatčen za účast v odboji, deportován a nakonec zemřel cestou do Osvětimi. V Deauville na něj velmi zapůsobil učitel Pierre Halbwachs (syn sociologa Maurice Halbwachse), který ho seznámil s autory jako A. Gide nebo Ch. Baudelaire.
Po návratu do Paříže dokončil svá středoškolská studia a během roku 1945 se jako nadaný student připravoval na studium filozofie na známém lyceu Jindřicha IV. Poté začal studium dějin filozofie na Sorbonně, kde ho učili Jean Hyppolite, Jean Wahl, Gaston Bachelard, Georges Canguilhem, Maurice de Gandillac či Ferdinand Alquié, kterého údajně velice obdivoval. K jeho spolužákům patřili Michel Tournier, François Châtelet, Michel Butor či André Clément a toto studium dokončil v roce 1948. Až do roku 1957 pak vyučoval na různých středních školách po celé Paříži.
Už v roce 1953 publikoval svou první studii z dějin filozofie o D. Humovi nazvanou Empirismus a subjektivita. V roce 1956 se oženil se svou jedinou ženou Denise Paul “Fanny” Grandjouanovou, překladatelkou D. H. Lawrence do francouzštiny, s níž měl později dvě děti. Mezi lety 1957 až 1966 působil jako asistent na Sorbonně, na Univerzitě v Lyonu a v Národním centru vědeckého výzkumu. V roce 1962 vydal knihu o F. Nietzschem nazvanou Nietzsche a filozofie. V této době se také seznámil s M. Foucaultem, s nímž pak udržoval celoživotní přátelské vztahy.
Rok 1968 byl pro Deleuze významný, tak jako pro většinu obyvatel západní Evropy, nejen politicky, ale také z hlediska jeho filozofické kariéry. Získal doktorský titul a byly vydány dvě jeho zásadní knihy: Diference a opakování a Expresionismus ve filozofii: Spinoza. Bohužel se u něj jako u těžkého kuřáka v tomtéž roce také poprvé projevilo jeho astma, s nímž se potýkal po zbytek života. V 60. letech vydal ještě několik dalších studií – Kantova kritická filozofie (1963), Proust a znaky (1964), Bergsonismus (1966).
V roce 1969, po reorganizaci pařížských univerzit vyvolané studentskými bouřemi roku 1968, se stal učitelem na experimentální fakultě Pařížské Univerzity v 8. pařížském obvodu. Zde působil až do roku 1987, kdy odešel do důchodu. V roce 1969 se také setkal se svým rozhodujícím teoretickým partnerem Félixem Guattarim. Spolu s ním pak mezi lety 1972 až 1991 napsal tyto texty: Anti-Oidipus: Kapitalismus a schizofrenie I (1972), Kafka - Za menšinovou literaturu (1975), Tisíc plošin: Kapitalismus a schizofrenie II (1980), Co je filosofie? (1991). Významnými se staly především oba svazky Kapitalismu a schizofrenie, které z Deleuzea učinily veřejného intelektuála.
Během 70. let byl Deleuze politicky značně aktivní a zapojil se do několika kontroverzních hnutí, včetně členství v Informační skupině pro vězeňství (Groupe d'Information sur les Prisons či GIP, spolu s M. Foucaultem a dalšími), boje za práva homosexuálů nebo podpory Organizace za osvobození Palestiny. Ačkoliv po celý život do zahraničí skoro nikdy necestoval, podnikl roku 1975 cestu do USA.
V 80. letech vydal vlivné texty o filmu (Film I: Pohyb-obraz a Film II: Čas-obraz), studii o americkém malíři F. Baconovi nebo knihu o G. W. Leibnizovi Záhyb: Leibniz a baroko (1988).
Začátkem 90. let se jeho zdravotní stav natolik zhoršil, že už nemohl pracovat a psát. Přišel o jednu plíci, prodělal tracheotomii, přestal mluvit a byl závislý na respiračním přístroji. Proto se nakonec 4. listopadu 1995 zabil skokem z okna svého bytu. Pohřben je ve vesnici Saint-Léonard-de-Noblat v kraji Limousin ve středozápadní Francii.

## Filozofie
Deleuze se sice podrobně zabývá důležitými postavami z dějin západní filozofie, jmenovitě Spinozou, Leibnizem, Kantem, Nietzschem, Bergsonem a mnoha dalšími, je také spoluautorem textu, který se jmenuje Co je filosofie? a obecně je považován za filozofa. Přesto nelze jeho myšlení zařadit výhradně do této kategorie. Navíc je ani nelze důsledně označovat jako "jeho vlastní". Za prvé, svá stěžejní díla, tj. Kapitalismus a schizofrenie nebo Co je to filosofie?, ale také Rhizom, Nomadologie nebo Kafku napsal spolu s F. Guattarim. Za druhé, všechny jeho texty jsou koncipovány ne jako pojednání na určité filozofické téma, ať už historické (výklad jiného filozofa), nebo tematické (výklad pojmu jako např. vědomí, atp.), ale jako rozhovory. Deleuzovo pojetí filozofie je tedy důsledně ne dialogické, ale multilogické, odehrává se jako série reálných či fiktivních rozhovorů. V knize Pourparlers (vyšlo slovensky jako Rokovania) Deleuze píše: "podstatní jsou prostředníci. Tvorba, to jsou prostředníci. Bez nich dílo neexistuje. Mohou to být lidé - pro filozofa umělci nebo vědci, pro vědce filozofové nebo umělci - ale také věci, rostliny, a dokonce zvířata jako u Castanedy. Je potřeba vytvářet prostředníky, fiktivní či reálné, živé nebo neživé. (...) Potřebuji své prostředníky, abych se vyjádřil, a oni by se nikdy nevyjádřili beze mě: i když to někdy není vidět, člověk vždycky pracuje s druhými (...) S Félixem Guattarim jsme jeden pro druhého prostředníkem" (Rokovania, s. 141).

### Filozofie jako tvorba pojmů
Nejznámější Deleuzovo vymezení filozofie můžeme nalézt např. v knize Co je filosofie? nebo v Rokovaniach, kde stojí, že "filosof je tvořivý, a ne reflexivní" (Rokovania, s. 138), nebo že podstatou filozofie je tvorba pojmů. Deleuze se touto definicí vymezuje především proti tradici novověkého pojetí vědomí jako sebevědomí, jako vědomí, jehož podstatou je schopnost reflektovat sebe sama. Tato tradice začíná u francouzského filozofa R. Descarta. Počínaje Descartem opírá se hlavní linie evropské filozofie o představu, že pokud mohu něco s jistotou vědět, tak to, že myslím, a že pokud myslím, tak jsem to Já, kdo myslí a ne někdo jiný. Tato tradice sebereflektujícího vědomí vyvrcholila monumentální koncepcí Absolutního Já ve filozofii německého filosofa G. F. W. Hegela. Od té doby, tj. od poloviny 19. století, je systematicky podrobována kritice v dílech např. K. Marxe, F. Nietzscheho,                             A. Schopenhauera, S. Freuda, M. Merleau-Pontyho, M. Heideggera a mnoha dalších. Deleuze je možné zařadit do této kritické tradice, přičemž hlavní myšlenkou tohoto přístupu je, že ono descartovské sebemyslící Já (ego cogito) není původní, ale vyrostlé z něčeho, co mu předchází (z podvědomí u Freuda, z dějin lidské společnosti u Marxe, z vůle k moci u Nietzscheho, z Bytí u Heideggera, atd.). Z toho pak pro Deleuze vyplývá, že filozofovat neznamená v první řadě prozkoumávat reflexi vědomí jako výhradního původce smyslu a hledat jeho transcendentální struktury, nýbrž tvořit, tj. produkovat pojmy, které nejsou reprezentacemi skutečnosti stvořenými sebereflektujícím Já, nýbrž událostí, která otevírá nová teritoria.

### Filozofie jako kritika
Deleuzovi nejde o žádné neutrální, vědecké pojmy, ale o takové pojmy, které vycházejí z násilí, jsou agresivní a působí někomu smutek. Myšlení nemá být ani objektivní, ani nezaujaté. V knize Proust a znaky se můžeme dočíst: "Pravdu hledáme, jen když jsme k tomu nuceni konkrétní situací, když jsme vystaveni určitému druhu násilí, které nás k tomuto hledání tlačí. Kdo hledá pravdu? Žárlivec pod nátlakem lží milovaného. Vždy existuje násilí znaku, které nám nedopřeje klidu. Pravdu nenacházíme skrze podobnost ani z dobré vůle, pravda se prozrazuje mimovolnými znaky" (Proust a znaky, s. 24-25). Deleuze, podobně jako většina jeho filozofických předchůdců (např. Nietzsche) i současníků (Foucault, Derrida, Lyotard) odmítá jakékoliv omezení a spoutání myšlení předem danými formálními pravidly, samozřejmými pravdami a objektivními výklady. Kritizuje a nově promýšlí klíčové postavy západní myšlenkové tradice, veden tím, co stanovil např. v knize Nietzsche a filosofie: "Když se někdo zeptá, k čemu je filosofie, odpověď musí být agresivní, protože tato otázka chce být ironická a kousavá. Filosofie neslouží státu ani církvi, které mají jiné starosti. Neslouží žádné vládnoucí moci. Filosofie slouží k zarmucování. Filosofie, která nikoho nečiní smutným a nikomu neodporuje, není žádná filosofie. Slouží k tomu, aby škodila hlouposti, činí z hlouposti něco zahanbujícího. Její užití spočívá jen v tomhle: kritizovat nízkost myšlení ve všech jeho podobách. Existuje snad kromě filosofie disciplína, která si jako úkol stanovuje kritiku všech mystifikací, ať je jejich zdroj jakýkoli?" (Nietzsche a filosofie, s. 183-184). Hlavním cílem filozofické kritiky pak má být dekompozice, tj. analýza uměle vytvořených a neprůhledných pojmů a představ, kterými jsme obklopeni. Zejména v dějinách filozofie se podle Deleuze setkáváme s příliš "velkými" pojmy (např. kategorie u Kanta či dialektika u Hegela), které odhlíží od jemnosti skutečnosti a vytvářejí tak velké přihrádky, že je možné vtěsnat do nich také různé fantomy a přeludy (viz J. Fulka: Psychoanalýza a francouzské myšlení, s. 245).

### Filozofie diference
Deleuzovo myšlení, ostatně jako každé jiné, je potřeba chápat v historických souvislostech. Zásadně důležité jsou tyto dvě: diskuze o konci filozofie v 60. letech 20. století a revoluční události téhož období v USA i Evropě. Pokračující rozpad evropského koloniálního systému, americké potíže ve Vietnamu, krize socialistického bloku vrcholící srpnovými událostmi roku '68 v Československu, studentské bouře a levicový terorismus v západní Evropě, to vše vytvořilo takový nátlak na myšlení, že mu nebylo možné dále uhýbat. Filozofie na to reagovala prohloubenou kritikou sebe samé, tj. kritikou filozofického rozumu a celé racionalistické tradice západního myšlení. Evropská filozofie začala být kritizována jako etnocentrická, eurocentrická, falokratická, jako teror ve jménu rozumu, jako nespravedlivé a násilnické myšlení, které, stejně jako západní dějiny a politika, chce ovládnout celý svět ve jménu nároku na univerzální platnost (viz V. Descombes: Stejné a jiné, s. 132-133). A právě oproti univerzalistickým nárokům západní metafyziky a racionalizmu rozvíjí Deleuze svůj program kritické filozofie, která má být vždy snahou o demystifikaci.
Základní mystifikací západní metafyziky je představa prvního počátku pocházející již ze starověkého Řecka. První počátek, řecký arché, je to, od čeho se vše odvíjí, z čeho vše vychází, díky čemu můžeme všechno vysvětlit, co všemu předchází a co je všeho příčinou - Bůh, Rozum, Hmota, Člověk, Energie, atp. Myšlení má být proto an-archické, tj. nemá vycházet z žádného prvního vládnoucího principu. Myšlení má být nomádské, tj. má "popsat způsob, jímž jsou věci rozptýleny v rozloze jednoznačného a nerozděleného bytí" (viz V. Descombes: Stejné a jiné, s. 148), aniž by toto jejich rozptýlení bylo něčím řízeno.
Další mystifikačním principem západní filozofie je princip identity. Princip identity říká, že každá věc (událost, bytost, jev, ...) je tím, čím je, díky tomu, co v ní trvá a co je v ní neměnné. Jinak řečeno, abych mohl cokoliv identifikovat (poznat, pojmenovat, určit), musím být schopen pojmout to jako totéž (tato věc je touto věcí a není jinou věcí), jako se sebou totožné neboli identické. Princip identity tak platí na rovině poznání, stejně jako na rovině bytí. Věc je, jelikož je stále sama sebou, a je poznatelná, protože je možné ji identifikovat jako tutéž. To, co univerzálně a pro vše jsoucí zajišťuje identitu věcí (bytostí, činů a událostí), co je základem možnosti jakékoliv identity, je chápáno jako arché. Myslet nomádsky a anarchicky znamená pro Deleuze myslet mimo principy identity a prvního počátku. Princip identity totiž vede k vyloučení toho, co je jiné a není stejné. Myšlení založené na principu identity tak nakonec vede k vyloučení všeho, co není racionální, pravdivé, dobré a ve shodě s naší představou prvního počátku, tj. nakonec k vyloučení pohanů, nekřesťanů, necivilizovaných a vůbec všech a všeho, co se vymyká pojmům a představám západního rozumu. Myslet anarchicky znamená myslet z hlediska toho, co je jiné, co se liší, co uniká jednoznačnému ztotožňujícímu uchopení, tj. z hlediska diference.
V Rozhovorech o Tisících plošinách vysvětluje Deleuze toto zaměření na diferenci takto: "Filosofie se vždy zabývala pojmy. Dělat filosofii znamenalo pokoušet se vynalézt nebo vytvořit pojmy. Pojmy však mají více aspektů. Dlouho se jich používalo k určování toho, co je věc (podstata). My se oproti tomu zabýváme okolnostmi věci: v jakých případech, kde a kdy, jak... atd. Podle nás má pojem vypovídat o události a ne o podstatě" (in Rokovania, s. 36). Když se ptáme, co je podstatnou třeba politiky, ptáme se vlastně po tom, v čem je politické jednání vždy a za všech okolností identifikovatelné jako politické jednání. Otázka po podstatě politiky má poskytnout definici politiky, která nám umožní vždy znovu poznat, co je politické a co není. Takto utvořený pojem se však musí potýkat s tím, že bude buď příliš obecný (nebude brát ohled na historické, regionální a personální okolnosti), anebo příliš omezený (jako politiku bude určovat pouze určitou, např. demokratickou formu politického chování). Anarchické myšlení vychází z toho, že za jiných okolností se promění pojem politiky a to, co do něj patří. Ve starověkém Řecku patřily do politiky pouze obecné záležitosti, jako např. vztahy s jinými státy nebo volba vládnoucích úředníků, dnes však do ní patří také soukromé věci, jako např. oblékání, hudba nebo to, co jíme. Řecký pojem politiky proto nelze aplikovat na dnešní situaci. Pojem politiky je třeba analyzovat, rozebrat a zkritizovat a ukázat, že je vlastně výsledkem propojení mnoha jiných pojmů a představ, a že se proměňuje v prostoru i v čase, že je událostí, která nemá jednou provždy vymezitelnou podstatu a pokud je identifikovatelná, tak pouze v tom, co je na ní pokaždé jiné. Jinými slovy "bytí je diference" (Différence et répétition, s. 57).

### Mimo filozofii
Filozofie G. Deleuze se neustále snaží překračovat hranice filozofie. Souvisí to s jeho přesvědčením, že myšlení potřebuje prostředníky. V mnoha oborech moderní vědy, včetně filozofie samotné, se stává, že se akademicky působící autoři uzavřou do ghetta vlastních pojmů, doporučených autorů a autorit a už nejsou nadále schopni vyjadřovat se mimo vlastní obor. Psycholog je tak schopen na odborné rovině hovořit a psát pouze o psychologii a o tom, co je považováno za psychologické téma, fyzik může působit pouze ve fyzice a ekolog pouze v ekologii. Čím větší je ale izolovanost nějakého oboru, tím sterilnější, odtažitější a nesrozumitelnější vědění produkuje. Deleuze proti takovéto sklerotizaci filozofie nabízí, tak jako mnozí jeho francouzští současníci, mezioborový přístup. Usilovně se zabýval především filmovou a literární teorií a také výtvarným uměním. Jeho dílo je proto studováno a komentováno také v rámci estetiky. Důkazem je jeho nejznámější dvoudílná kniha Film 1 a 2, a menší spisy věnované literatuře, především pak Kafka - Za menšinovou literaturu anebo jeho monografie o americkém malíři F. Baconovi, případně kniha o Sacher-Masochovi. Své místo má Deleuzovo myšlení také v psychologii, kde se spolu s Guattarim stali kritiky psychoanalýzy a jedněmi z inspirátorů tzv. antipsychiatrie. Kritikou disciplinarizace a uzavírání (viz Postscriptum o společnostech kontroly), ale také neustálým důrazem na živoucí, tvořivou, aktivistickou a anarchickou povahu myšlení, je Deleuze důležitý také pro současné politické myšlení.
Přístup k těmto ne-filozofickým oborům a autorům, mezi něž patří také filmový režiséři (Godard), sportovci (tenista McEnroe), hudebníci (Wagner) nebo divadelníci (Artaud), však pro Deleuze není nijak předem určen tím, že je považován za filozofa, a proto není předem určeno, jak o nich bude mluvit. Jeho cílem je naopak, aby tito prostředníci proměnili a oplodnili jeho vlastní myšlení tak, že bude schopno další produkce. Toto neustálé vykračování z a překračování filozofie charakterizuje např. G. Lambert (viz The Non-Philosophy of G. Deleuze) jako non-filozofii. V Rokovaniach to Deleuze vysvětluje takto: "To, co mě vždycky zajímá, jsou vztahy mezi uměním, vědou a filozofií. Ani jedna z těchto disciplín není nadřazená ostatním. Každá z nich je tvořivá. Pravým cílem vědy je vytvářet funkce, cílem umění je vytvářet smyslové agregáty a cílem filozofie je tvořit pojmy. Funkce, agregát, pojem - tyto tři velké rubriky, jakkoliv všeobecné, dovolují formulovat otázku hlasů a rezonancí mezi jednotlivými obory. (...) Takže se mi nezdá šokující říct, že Resnais má blízko k Prigoginovi, stejně jako má z jiných důvodů Godard blízko k Thomovi. Nejde ale o to, že Resnais napodobuje Prigogina a Godard Thoma. Je třeba konstatovat, že vědečtí tvůrci funkcí se v mnohém podobají filmovým tvůrcům obrazů. A to platí i o filozofických pojmech, protože tyto prostory mají diferencované pojmy." Rozsah Deleuzova zasahování a přestupování do jiných oborů, mezi něž patří matematika, termodynamika, geologie, molekulární biologie, genetika, etologie, embryologie, antropologie, psychoanalýza, ekonomie, lingvistika či mystika, je tak velký, že J.-F. Lyotard hovořil o jeho díle jako o "babylónské knihovně" a Michel Foucault prorokoval, že "20. století bude jednou nazýváno deleuzovským". Jeho myšlení je ovšem, a to možná právě díky těmto přesahům a díky neustálé proměnlivosti, tak náročné, že trvalo delší dobu, než se stalo skutečně citovaným a uznávaným. Dnes se ale s deleuzovskými pojmy můžeme setkat v mnoha oborech, včetně architektury, literárních, filmových či divadelních studií, urbanistiky, geografie, muzikologie, antropologie nebo gender studies, takže to vypadá, že deleuzovským by se mohlo stát spíše století 21.

### Hlavní pojmy

#### Afekt
To, co se nám stane, když prožíváme nějakou událost: strach, deprese, smích, zděšení nebo nuda. Je to odpověď na prožitou zkušenost. Umění je pro Deleuze tvorbou afektů a perceptů, které nejsou na rozdíl od vjemů a počitků situovány ve vnímajícím, nýbrž mimo něj. Např. obraz zobrazující depresi nemusí sám depresi způsobovat. Afekt není totéž co emoce. Emoce je subjektivní obsah, sociolingvistická fixace kvality zkušenosti, která je chápána jako něco osobního. Afekt však nemůže nikdo vlastnit, nepatří k určité osobě. Afekt neboli intenzita je něco jako kritický bod, bod bifurkace nebo singulární bod, jak se o něm hovoří v teorii chaosu a disipativních struktur. Jedná se o bod zlomu, ve kterém fyzický systém ztělesňuje více normálně se navzájem vylučujících možností, z nichž je nakonec zvolena pouze jedna. Afekt je situace, kdy se vzájemně protikladné roviny (minulost a budoucnost, tělo a mysl, povrch a hloubka, akce a reakce, pasivita a aktivita) dostanou do vzájemné rezonance a zjevují se najednou (B. Massumi, Autonomy of Affect, in P. Patton, ed.: Deleuze, A Critical Reader).

#### Asambláž
Život je spojování a interakce. Jakékoli tělo nebo věc je výsledek procesu spojování. Např. lidské tělo je asambláž genetického materiálu, idejí, schopnosti jednat a vztahu k jiným tělům. Kmen je asambláž těl. Uspořádání asambláže není dáno předem, spojování není vedeno žádným předchůdným účelem nebo smyslem, ten je dán samotnými propojeními uvnitř asambláže. Dění, stávání (venir) - "Nás totiž zajímají způsoby individuace, které už nejsou individuací věci, osoby nebo subjektu; například individuace jedné hodiny, dne, krajiny, klimatu, řeky či větru, prostě události. Možná že víra v existenci věcí, osob a subjektů je neodůvodněná" (Rokovania,     s. 37). Stávání je proces změny, úniku nebo pohybu uvnitř asambláže. Asambláž není organický celek, jehož prvky drží pohromadě díky nějaké organizující jednotě. Proces stávání zajišťuje propojení mezi rozpojenými prvky asambláže. Ve stávání je jeden prvek asambláže přitahován do teritoria jiného prvku, proměňuje jeho hodnotu a nastoluje novou jednotu. To lze ilustrovat na přitahování atomů k jiným sousedícím atomům díky přitažlivosti a ne na základě nějakého principu organizace. Jde o proces deteritorializace, během něhož mizí vlastnosti ustavujících prvků a jsou nahrazovány novými vlastnostmi asambláže. Prvky jsou zbavovány své původní funkce a získávají funkce nové (http://www.rhizomes.net/issue5/poke/glossary.html). 
Deteritorializace
Život se utváří a rozšiřuje tvořením spojení či teritorií. Od těl až po společnosti je vše formou teritorializace čili vytváření určitého ohraničeného celku. Teritorializaci vždy provází proces deteritorializace. Stejné síly, které něčemu umožňují, aby se stalo sebou samým, mohou zároveň vést k rozkladu nebo proměně. Tak např. světlo se spojuje s listy rostlin a umožňuje jim fotosyntézu. Zároveň může příliš mnoho světla rostlinu zahubit nebo proměnit - vysušené listy tabáku se stanou kuřivem, atp.

#### Imanence
Jedním z největších omylů západní filozofie je pojem transcendence. Transcendence je vždy kladena jako vnějšek k žitému světu - jako Bůh, subjektivita či hmota. Imanence nemá žádný vnějšek a nic kromě sebe samé. Místo Boha, který tvoří svět nebo subjekt, který svět poznává, chce Deleuze mluvit o imanenci života. Tvoření je vnitřní součástí všeho živého jako sebeutváření a vznikání. Poznávání není nic mimo svět nebo proti světu, ale součást živoucího celku dějícího se světa, který se, vedle mnoha dalších aktivit, poznává sám uvnitř sebe.

#### Linie úniku
Vše živé je nějaká forma spojení. Každé spojení však také předpokládá rozpojení, linii úniku. Každou definici, teritorium nebo tělo je možné otevřít pro linie úniku, a tak je proměnit na něco jiného.

#### Molekulární/molární
Nepostižitelná mikrodynamika na molekulární úrovni ustavuje jak hmotu, tak vnímání ve stále se měnícím pohybu. Molekulární se liší od molárního makrořádu ideologických, sociálních a psychických schémat. Oba řády se neustále prolínají. Molární je spojeno se sociální produkcí a s reprezentací. Použití těchto pojmů vychází z fyziky, kde molární označuje hmotné těleso jako celek, kdežto molekulární jeho části či složky. Jako molekulární může být označeno např. to, co se odehrává v nevědomí. Pokud je však nevědomé zachyceno a reprezentováno, může sloužit molárním formací jako je subjekt, rodina či společnost. Obecně tak pojem molární odkazuje k tradičně chápané identitě věcí, které jsou totožné sami se sebou, uchopitelné, myslitelné a popsatelné, kdežto molekulární odkazuje k tomu, co je nepostižitelné, co proudí pod molárními celky (viz Eugene W. Holland: Deleuze and Guattari's Anti-Oedipus).

#### Multiplicita
Pojem multiplicity se objevuje u Husserla a Bergsona. Ve své knize Foucault (1969) Deleuze říká, že Foucaultova kniha Archeologie vědění patří k nejrozhodnějším krokům podniknutým v teorii-praxi multiplicit. Bergson v návaznosti na matematika Riemanna rozlišuje dva druhy multiplicit - nepřetržité (rozdíl v druhu, kvalitativní, nečíselné, virtuální rozdíl, subjektivní) a přetržité (rozdíl ve stupni, kvantitativní, aktuální, postupnost, juxtapozice, objektivní). Deleuze zajímají především multipliticity kvalitativní, nepřetržité. Multiplicita u Deleuze označuje mnohost ve smyslu "to A to", kde důraz je kladen na ono A ... A není ani jedna, ani druhá věc, je právě mezi nimi, je to hranice, linie úniku, tok. Je nevnímatelná a všudypřítomná. Multiplicity nelze dělit, aniž bychom nezměnili jejich povahu. Teplota není součtem dvou nižších teplot a rychlost není součtem dvou nižších rychlostí. Totéž platí např. pro prostor a čas, které nelze myslet jako přetržité, ale pouze jako nepřetržité multiplicity. A tyto kontinuální multiplicity dokáže podle Deleuze popsat pouze filozofie, kdežto věda se zabývá pouze těmi přetržitými a kvantifikovatelnými.

#### Nomadický
Figura myšlení, jejímž cílem je osvobodit myšlení od pevného vztažného bodu, od předem daného úhlu pohledu. Nomád může a má cestovat mezi různými body a územími tak, že vytváří nová teritoria. Nomádství je způsob života mimo organizovaný stav, vyznačuje se pohybem napříč prostorem bez ohledu na statické hranice Státu. Nomád sleduje libovolné cesty, pohybuje se od jednoho bodu k druhému. Zná body - ví, kde je voda, kde se dá odpočívat, kde je shromaždiště, atp. Pro nomáda je ale každý bod pouze dočasný, je místem předávky na cestě k dalšímu bodu. Život nomáda se odehrává mezi body, typický je pro něj pohyb a změna, který se neřídí systémem organizace a vytyčením pevných hranic. Cílem nomáda je pohybovat se na rozmezí (viz http://www.rhizomes.net/issue5/poke/glossary.html).

#### Percept
Dějící se vnímání, vnímání, které právě nastává. Je to jakýsi změněný stav vnímání. V normálním stavu je vidění oddělené od toho, co doopravdy dokáže. Svou sílu získá zpět tehdy, když se stává vizí či perceptem. A to se stává tehdy, když vidíme nevnímatelné, neviditelné, když je viděno to, co být viděno nemůže. Zrak je oživen zevnitř tím, co vidí a jeho potence se vystupňuje. Toto neviditelné však musí být neviditelnem viditelna, bytím smyslového, samotnou fenomenalitou fenoménu (in P. Patton, ed.: Deleuze, A Critical Reader, s. 102).

#### Rhizom
Deleuze rozlišuje rhizomatické a arborescentní (stromové) myšlení. Arborescentní myšlení vychází z představy nějakého pevného středu, který je pak vyjadřován a rozvíjen. Jazyky jsou např. různé - hindština, čeština nebo latina - ale všechny mají podle stromového myšlení shodnou základní strukturu či gramatiku. Stromová spojení vyrůstají ze společného kmene. Rhizomatická spojení jsou oproti tomu náhodná, proměnlivá a decentralizovaná. Z tohoto pohledu nemá jazyk žádnou předem danou gramatickou strukturu. Vše, co existuje, jsou jen rozmanité druhy promluvy a snaha hledat v nich společnou strukturu je už nadbytečná konstrukce. Všechny rozdíly a změny vznikající uvnitř rhizomatu neodkazují k nějaké neměnné základní struktuře, ale pouze k produkci dalších rozdílů a odchylek. “Rhizom nezačíná ani nekončí, je vždy ve středu, mezi věcmi, mezičlánek, intermezzo. Strom, to je příbuzenství, ale rhizom je spojenectví, jedině a pouze spojenectví. Strom vnucuje sloveso 'být', tkanivem rhizomu je spojka 'a... a... a...'. V této spojce je dost síly na to, aby otřásla slovesem být, aby ho vykořenila" (Tisíc plošin, s. 35).

#### Schizoanalýza
Podle Deleuze a Guattariho je většina západního myšlení v zásadě paranoidní. Paranoia je spjatá s vnímáním a projektováním toho, co nás ohrožuje mimo sebe, ven. Paranoidně nasloucháme hlasu otce, společnosti, práva, boha či svědomí. Paranoia je interpretativní, vždy chce znát význam toho, co zakouší. Snaží se v zakoušeném najít něco, co odkazuje mimo ně. Např. psychoanalýza čte sny jako symptomy nevědomých pudů. Jejím protikladem je schizoanalýza. Ta nehledá za obrazy, vjemy, texty a prožitky nějaký skrytý základ, z něhož vše vychází, ale hledá způsoby spojování a rozpojování, jež umožnily něčemu vzniknout nebo zmizet.

#### Stroj
Pojem používaný především v knize Anti-Oidipus. Stroj je tu používán jako univerzální označení organického a obecně biologického fungování. "Funguje to všude, jednou setrvale, jednou přetržitě. Dýchá to, topí to, jí to. Kálí to, líbá to. Ale je chyba říkat to. Všude jsou stroje, ale vůbec ne v metaforickém smyslu: stroje strojů, spřažené a propojené. Stroj-orgán je zapojen na stroj-zdroj: jeden vysílá tok, který druhý přerušuje. Prs je stroj, který vyrábí mléko a ústa jsou stroj, který je s ním spřažený. (...) Stroj orgán pro stroj-energii, toky a přerušení toků" (in M. Frank: Co je neostrukturalismus?, s. 307). Všechno je zde strojem – stroje nebe, hvězd, duhy a hor – v těle univerza, do něhož se rozšířilo rozšířené tělo vitálního producenta (bez subjektu), všechno to sténá a vzlyká a chroptí a žije" (Tamtéž, s. 308).

#### Tělo bez orgánů (corps sans organes)
Pojem použitý v Logice smyslu, v Anti-Oidipovi a Tisíci plošinách, vypůjčený z rozhlasové hry A. Artauda z r. 1947, kde se říká: "Učiníš-li ho tělem bez orgánů, pak ho zbavíš všech jeho automatických reakcí a navrátíš mu jeho svobodu." Tělo bez orgánů je v první řadě virtuálním tělem vzhledem k aktuálnímu tělu. Je rezervoárem možných rysů, spojení, afektů či pohybů, které může tělo eventuálně vykonávat. Tyto potenciality jsou většinou aktivovány spojením s jinými aktuálními těly. V obecnějším významu může tělo bez orgánů označovat virtuální rozměr reality jako takové, pak ale Deleuze s Guattarim spíše používají pojem "pláň imanence". V Tisíci plošinách se také píše, že "Země je tělo bez orgánů. Toto tělo bez orgánů prostupují nezformovanou a nestálou hmotou, všesměrným prouděním, volnými intenzitami či nomadickými singularitami, šílenými nebo přechodnými částicemi." Tělo bez orgánů může být rakovinné, prázdné či plné. Prázdné tělo bez orgánů je katatonické a zcela dezorganizované, všechny toky jím probíhají volně, bez zastávky a beze směru. Plné tělo bez orgánů je zdravé a produktivní, ale jeho organizace není petrifikovaná. Rakovinné tělo bez orgánů je chyceno ve vlastní nekonečné reprodukci stále téhož vzorce.

#### Touha
Platón definoval touhu jako "prázdné místo v duši, které má být naplněno získáním objektu". Většina filozofů západu ho v tom následovala a za základ touhy považovala chybění. To je ale podle Nietzscheho otrocké, reakční chápání touhy, a proto ho Deleuze a Guattari odmítají jako idealistické (dialektické, nihilistické). Touha je pro ně prvotní silou, je produkcí nebo také toužící-produkcí. Je možné ji ztotožnit s tím, čemu Freud říkal libido a Nietzsche vůle k moci. Touha je nevědomá, a proto v ní není žádná negace, nestará se o osobní identitu a je nezávislá na lingvistickém vyjádření či interpretaci. Je to čistá multiplicita, neredukovatelná na jakoukoliv formu jednoty. Je před-osobní, před-individuální, patří stejně tak k subjektu jako k objektu (in R. Bogue: Deleuze and Guattari, s. 90-91).

#### Virtuální/aktuální
Možný, ale ještě neaktualizovaný rozdíl. Rozdíly se aktualizují jako možnosti z mnoha různých tendencí. Lidé např. vznikají z proudu genetické informace proudící mezi a v jednotlivých tělech a skupinách těl. Jaké bude dítě po narození závisí na mnoha faktorech a na cestě nitroděložního vývoje čeká vždy spousta překážek a zatáček. Jestli se narodí zdravé a normálně vyvinuté dítě, není nikdy jisté. Není proto ani tak zajímavé soustředit se na hotové věci, ale na způsob jejich vznikání a na virtuality či potenciality z nichž takové vznikání vůbec vychází. Spíše než kdo nebo co je člověk, by nás mohlo zajímat, jaké síly jsou v činnosti při jeho utváření a jaké další, neaktualizované možnosti jsou v nich skryté.

#### Záhyb
Pojem původem z geologie. V geologii označuje prohýbání a současně prolínání geologických vrstev, které byly původně na sobě, ale působením geologických vlivů se prohnuly a převrstvily jedna přes druhou. V chemii označuje přehýbání proces, během něhož molekula získává svůj tvar. Tento proces je někdy také označován jako intramolekulární sebeutváření. Deleuze využil tento pojem nejvíce ve své knize o Leibnizovi. Pojem záhybu říká, že "vnitřek není nic jiného než záhyb vnějšku". Záhyb je pojem velice rozsáhlý, může se vztahovat k myšlení jako takovému, které je vlastně samo pro sebe záhybem, zahýbá se v sobě, a může také označovat záhyb jako základní strukturu organického těla, ale vztahuje se i k času, k paměti či k prostoru. Obecně je nástrojem ke zrušení naivního rozčlenění světa na to, co je vnější a co je vnitřní, na to, co je podstatné a co je nahodilé, na to, co je hmota a co je mysl, atd.

## Hodnocení
M. Foucault, Theatrum Philosophicum: "Měli bychom tomu rozumět nikoli tak, že návrat je formou obsahu, jímž je diference, ale že se mezi diferencí, vždy nomadickou, vždy anarchickou, a znakem, stále excesivním, vždy přemístěným svým stáváním se, rozpoutalo jiskření, které jednou ponese Deleuzovo jméno: nové myšlení je možné; myšlení je znovu možné. Toto myšlení neleží v budoucnosti, přislíbené nejvzdálenějším z nových počátků. Je zde, v Deleuzových textech, poskakující, tančící před námi, mezi námi; geniální myšlení, intenzivní myšlení, afirmativní myšlení, akategorické myšlení – vše tváře, které neznáme, masky, které jsme ještě neviděli; diference, kterou nám nic neumožňuje předvídat a která nám navrací jako masky jejich masek Platóna, Dunse Scota, Spinozu, Leibnize, Kanta, všechny filosofy" (s. 125-126).
M. Frank, Co je to neostrukturalismus?: "Všechno je zde strojem: stroje nebe, hvězd, duhy a hor – v těle univerza, do něhož se rozšířilo rozšířené tělo vitálního producenta (bez subjektu), všechno to sténá a vzlyká a chroptí a žije. Je v této kosmické idyle třeba počítat s bruit ininterrompu de machines stejně jako s hřmotícími auty před našimi okny? Nevyhnutelné: raz a dva/ nothing tak zlé, / se vším prašť, / je to tam … (punk song Niny Hagen). (...) Jakkoli se v této volbě nápadných pojmů zdá projevovat módní blouznivost, přece nelze říci, že označují dotud zanedbávaná, či dokonce neslýchaná fakta. Všude v pozadí je Nietzschův homo natura či Schellingova/Feuerbachova bytostná jednota člověka a přírody. Mnohé formulace dokonce připomínají – pokud by byly jen méně nevkusné – kouzlo analogie romantické naturfilozofie. Zde i tam je člověk pramenem analogie, z níž vychází spřízněnost všech kosmologických idejí..." (s. 308-309).

## Dílo

### Překlady Deleuzových textů do češtiny a slovenštiny
- Deleuze G., Spinoza. Praktická filosofie, Oikoymenh 2018
- Deleuze G., Logika smyslu, Karolinum 2013
- Deleuze G. – Guattari, F., Co je filosofie?, Oikoymenh 2001
- Deleuze G. – Guattari, F., Kafka – Za menšinovou literaturu, Herrmann a synové 2001
- Deleuze G., Film 1: Obraz-pohyb, Národní filmový archiv 2000
- Deleuze G., Film 2: Obraz-čas, Národní filmový archiv 2006
- Deleuze G., Bergsonismus, Garamond, 2006
- Deleuze G., Nietzsche a filosofie, Herrmann & synové 2004
- Deleuze G., Foucault, Herrmann & synové, 1996
- Deleuze G., Proust a znaky, Herrmann & synové, 1999
- Deleuze G., Podľa čoho rozpoznáme štrukturalizmus?, Archa, Bratislava 1993
- Deleuze G., Masoch a masochizmus, Albert Marenčín – Vydavateľstvo PT, 2001
- Deleuze G. – Guattari, F., Pusté ostrovy, Herrmann & synové 2010
- Deleuze G. – Guattari, F., Tisíc plošin. Kapitalismus a schizofrenie II, Herrmann & synové 2010
- Deleuze G., Záhyb: Leibniz a baroko, Herrmann & synové 2014

#### Cizojazyčná sekundární literatura
- Alliez E., The Signature Of the World, What Is Deleuze and Guattari's Philosophy [2004, Continuum]
- Alliez E. (éd.), Gilles Deleuze, une vie philosophique, Les Empêcheurs de penser en rond, Le Plessis-Robinson, 1998
- Ansell-Pearson K., ed., Deleuze and Philosophy: The Difference Engineer, Warwick Studies in European Philosophy
- Badiou A., Deleuze. La clameur de l'être, Hachette, 1997
- Balke F., Gilles Deleuze, Frankfurt, 1998
- Beaubatie Y., (sous la direction de), Tombeau de Gilles Deleuze, Tulle, Editions Mille Sources, 2000
- Beaulieu A. (dir.), Gilles Deleuze. Héritage philosophique, PUF, 2005
- Beaulieu A., Gilles Deleuze et la phénoménologie, Éditions Sils Maria, 2004
- Bident Ch., Reconnaissances : Antelme, Blanchot, Deleuze, Editions Calmann-Lévy 2004
- Bergen V., L’Ontologie de Gilles Deleuze, Paris: L’Harmattan, 2001
- Bernold A., Pinhas R. (éd.), Deleuze épars : approches et portraits, Hermann, Paris, 2005
- Bogue R., Deleuze and Guattari, Routledge 1989
- Bogue R., Deleuze on Cinema, Routledge, London, 2003
- Bouaniche A., Gilles Deleuze, une introduction, Pocket/La Découverte, coll. « Agora », 2007
- Boundas and Olkowski eds., Gilles Deleuze and the Theatre of Philosophy (1994: Routledge, New York)
- Buchanan B., Onto-Ethologies. The Animal Environments of Uexkull, Heidegger, Merleau-Ponty, and Deleuze, SUNY 2008
- Colebrook C., Deleuze: A Guide for the Perplexed, Continuum NY 2006
- Colebrook C., Understanding Deleuze, Allen Unwin 2002
- Descartes Rue, Gilles Deleuze. Immanence et vie, PUF, 1998
- Fahle O., Engell L. (Hg.): Der Film bei Deleuze | Le cinéma selon Deleuze, Verlag der Bauhaus-Universität Weimar, Presses de la Sorbonne Nouvelle, 1999
- Flaxman G., ed., The Brain is the Screen, Deleuze and the Philosophy of Cinema, University of Minnesota Press
- Godani P., Cecchi D. (dir.), Falsi Raccordi – Cinema e filosofia in Deleuze, ETS Pisa, 2007
- Gualandi A., Deleuze, Les Belles Lettres, coll. Figures du Savoir, 1998
- Holland, E. W., Deleuze and Guattari's Anti-Oedipus, Introduction to schizoanalysis, 1999 by Routledge
- Howie, Gillian, Deleuze and Spinoza: An Aura of Expressionism, Palgrave, 2002
- Chlada M. (Hg.): Das Universum des Gilles Deleuze. Eine Einführung Aschaffenburg: Alibri, 2000
- Jäger Ch., Gilles Deleuze. Eine Einführung, München: Fink (UTB), 1997
- Kennedy B., Deleuze and Cinema, Edinburgh University Press, Edinburgh, 2000
- Lambert, G., The Non-Philosophy of Gilles Deleuze, Continuum, 2002
- Leclercq S. (dir.), Aux sources de la pensée de Gilles Deleuze, Editions Sils Maria, 2006
- Manola Antonioli, Pierre-Antoine Chardel et Hervé Regnauld (dir.), Gilles Deleuze, Félix Guattari et le politique, Editions du Sandre, 2003
- Martin-Jones D., Deleuze, Cinema and National Identity, Edinburgh University Press, Edinburgh, 2006
- Marrati P., Gilles Deleuze: Cinéma et Philosophie, Presses Universitaires de France
- Marks John, Gilles Deleuze: Vitalism and Multiplicity (1998: Pluto Press, London)Marrati P., La Philosophie de Deleuze, François Zourabichvili, Anne Sauvagnargues, Presses Universitaires de France
- Massumi B., A User's Guide to Capitalism and Schizofrenia – Deviations from Deleuze and Guattari, (1992: MIT Press, Cambridge)
- May T., Gilles Deleuze: An Introduction, Cambridge University Press, 2005
- May T., Reconsidering Difference – Nancy, Derrida, Levinas, and Deleuze
- Mengue P., Deleuze et la question de la démocratie, l'Harmattan, Paris, 2003
- Montebello P., Deleuze: la passion de la pensée, Paris, J. Vrin, Bibliothèque des philosophies, 2008
- Patton P. ed., Deleuze, A Critical Reader, Blackwell 1996
- Porter R., Deleuze and Guattari: Aesthetics and Politics, UNIVERSITY OF WALES PRESS • CARDIFF • 2009
- Ott M., Gilles Deleuze zur Einführung, Hamburg: Junius, 2005. ISBN 3-88506-603-3
- Pisters P., The Matrix of Visual Culture: Working with Deleuze in Film Theory, Stanford University Press, Stanford, 2003
- Powell A., Deleuze, Altered States and Film Edinburgh University Press, Edinburgh, 2007
- Powell A., Deleuze and Horror Film, Edinburgh University Press, Edinburgh, 2005
- Revue Concepts, hors série, Gilles Deleuze 1, Editions Sils Maria, 2002
- Revue Concepts, hors série, Gilles Deleuze 2, Editions Sils Maria, 2003
- Rölli M., Gilles Deleuze. Philosophie des transzendentalen Empirismus, Wien: Turia & Kant, 2003. ISBN 3-85132-366-1
- Schaub M., Gilles Deleuze im Wunderland: Zeit- als Ereignisphilosophie, München: Fink, 2003. ISBN 3-7705-3833-1
- Schaub M., Gilles Deleuze im Kino: Das Sichtbare und das Sagbare, München: Fink, 2003. ISBN 3-7705-3834-X
- Schmidt S., Film und Erinnerung. Das “Kristallbild” von Gilles Deleuze als Verschränkung von Sagbarem und Sichtbarem oder Psychoanalyse und Zeitphilosophie, Avinus, Berlin 2007
- Martin Stingelin: Das Netzwerk von Gilles Deleuze, Berlin: Merve, 2000. ISBN 978-3-88396-155-2
- Thoburn, N., Deleuze, Marx and Politics, Routledge 2003
- Timmermans B. (dir.), Perspective. Leibniz, Whitehead, Deleuze, Vrin, 2006
- La vocabulaire de Deleuze. Paris: Ellipses, 2003
- Zechner I., Deleuze. Der Gesang des Werdens, München: Fink, 2003. ISBN 3-7705-3915-X
- Žižek S., Organes sans corps: Deleuze et Conséquences, Amsterdam, 2008 (2003)

#### Česká sekundární literatura
- Welsh W., Naše postmoderní moderna, Zvon, Praha, 1994
- Frank M., Co je to neostrukturalismus?, SOFIS, Praha, 2000
- Descombes V., Stejné a jiné, Oikoymenh, Praha, 1995
- Fulka J., Psychoanalýza a francouzské myšlení, Herrmann & synové, Praha 2008
- Foucalt M., Theatrum Philosophicum, in Myšlení vnějšku, Herrmann & synové, Praha, 1996
- tematický blok v revue Souvislosti 3/2011